# 安全性測試
安全性測試（Security testing）是一種特別的軟體測試，其目的為了要檢測資訊系統的安全機制是否有缺陷，並且確認安全機制是否可以如正常動作，如預期方式保護資料，維持系統功能。由於安全性測試在邏輯上的限制，通過安全性測試不代表系統沒有缺陷，也不一定表示系統已滿足安全需求。
典型的安全需求會包括具有機密性、完整性、身份验证、可用性、授權及不可否認特性的需求。實際的安全需求會依系統所實現的安全需求來進行測試。安全性測試這個詞有許多不同的含意，也可以有許多不同方式來完成。因此需透過安全區分（Security Taxonomy）來瞭解這些不同的作法及意義，才能有基礎知識，進行安全性測試的工作。

## 術語
安全性測試過程中，常見的術語如下：
- 探索（Discovery）：此階段的目的是識別系統、範圍以及使用的服務。此階段不是要探索漏洞，但版本偵測可能會強調一些已不使用的軟體或韌體版本，也可能會指出潛在的漏洞。
- 漏洞掃描（Vulnerability Scan）：在探索階段之後，會用自動化工具和已知漏洞的條件比對，以找出已知安全問題。這個報告會用工具自動產生，不需測試者介入或是確認。這也可以用以credential為基礎的掃描來補充，提供credential來認證某一服務（例如local的Windows帳號），以排除一些偽陽性的結果。
- 漏洞評估（英语：Vulnerability assessment (computing)）（Vulnerability Assessment）：用探索以及漏洞掃描的結果來識別安全漏洞，並且將所發現的事和待測試系統的情形連結。像是刪除報告中常見偽陽性的結果，並且決定每一個發現漏洞的風險等級，以提昇這份報告在商業情境下的理解。
- 安全評估（Security Assessment）：以漏洞評估的結果加上人工的驗證，以確認其風險，不過不包括利用此漏洞取得更多的權限。驗證可以是取得授權存取該系統，以確認系統設定，也包括檢查系統記錄、系統響應、錯誤訊息，錯誤碼等。安全評估是設計將待測試系統的漏洞有較大的覆蓋率，但不深入評估特定漏洞可能會造成的結果。
- 滲透測試（Penetration Test）：這是模擬惡意者進行的攻擊。以之前階段的結果為基礎，並且利用此漏洞取得更多的權限。用這個方式會知道攻擊者要有什麼能力才能存取機密資訊、影響資料完整性或是服務的可用度，並且知道其對應的影響。每個測試都是用一致且完整的方法論，讓測試者利用其問題解決的能力、許多工具的輸出，以及其對系統及網路的知識，來找到一些自動化工具不一定找得到的漏洞。此作法著重在攻擊的深度，和安全評估時著重廣度及覆蓋率的作法不同。
- 安全稽核（Security Audit）：是由稽核單位或風險管理單位主導，確認特定安全措施或是法規合格性議題。其特點是範圍較窄，稽核時會用到之前各階段（探索、漏洞掃描、漏洞評估、安全評估及滲透測試）的產出。
- 安全審查（Security Review）：確認已在系統元件或是產品中實現了公司內的安全標準，或是產業的安全標準。這會透過差距分析（gap analysis）來進行，也會用到build審查、程式碼審查，同時審查設計文件以及架構圖。此活動不會用到之前各階段（探索、漏洞掃描、漏洞評估、安全評估、滲透測試及安全稽核）的產出。

## 工具
- 容器及基础设施安全分析[4][5]
- SAST（靜態應用程式安全測試，Static application security testing）
- DAST（動態應用程式安全測試，Dynamic application security testing）
- IAST（互動式應用程式安全測試，Interactive application security testing）[6]
- DLP（資料外洩防護（英语：Data loss prevention software），Data Loss Prevention）
- IDS（入侵检测系统，Intrusion detection system），IPS（入侵預防系统，Intrusion Prevention System）
- OSS掃描（開源軟體掃描，Open Source Software Scanning，可以參考開源軟體安全（英语：Open-source software security））
- RASP（執行期間應用程式自我防護（英语：Runtime application self-protection），Runtime Application Self-Protection）
- SCA（軟體組成分析，Software Composition Analysis）[7]
- WAF（網頁應用程式防火牆，Web application firewall）